# Sharp PC-1211

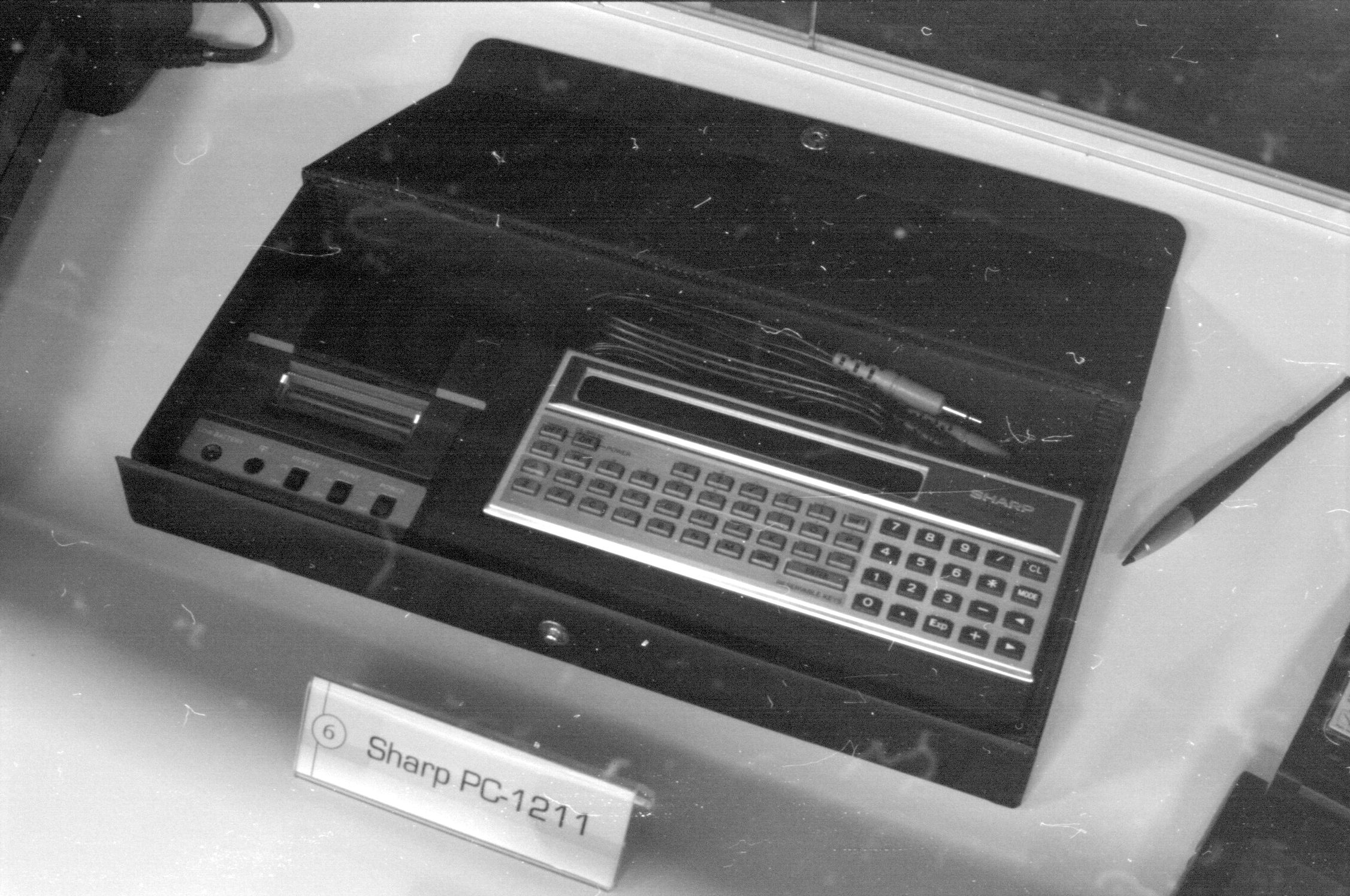
Un Sharp PC-1211 exposé à l'EPFL.

Le Sharp PC-1211 a été le tout premier modèle d'ordinateur de poche grand public ; il a aussi été commercialisé sous le nom de Tandy TRS-80 PC en juillet 1980.
Premier ordinateur de poche du marché, il a été révolutionnaire dans son domaine comme l'a été le Sinclair ZX81 dans celui des ordinateurs de salon. Son écran 24 caractères, ses touches, son autonomie, ses deux manuels, qui enseignent de façon très pédagogique les notions de programmation en BASIC, firent son succès. Du côté des défauts a posteriori : d'assez piètres performances, son BASIC incomplet, son écran jaune qui avait le défaut de "couler" (corrigé dans la version PC 1212).
Il était considéré comme la super calculatrice programmable pour ingénieur, scientifique, banquier et étudiant.
Le PC-1211 peut se connecter sur un périphérique deux en un, à la fois imprimante et interface pour cassette mémoire via une prise 9 broches, dont l'autonomie était d'environ d'une heure sur fonction imprimante et de quatre à six heures pour une utilisation en interface cassette. La connexion à un magnétophone à cassette se fait par un faisceau de trois câbles : un Jack 3,5 mm mono pour l'enregistrement de données, un second pour la lecture de données et un dernier câble en Jack 2,5 mm mono pour le contrôle des fonctions pause, lecture et enregistrement.

## Périphériques

### Interface CE-121
L'interface CE-121 permet de connecter l'ordinateur à un magnétophone à cassettes.

### Imprimante CE-122
L'alimentation nomade de l'imprimante CE-122 est assurée par un bloc accumulateur constitué de 4 piles LR06 1,2 V rechargeables soudé (4,8 V DC 1,84 W). La recharge et le fonctionnement sur secteur s'effectuent grâce à un transformateur externe.
Cette imprimante à aiguilles a une capacité de 16 caractères par ligne sur papier rouleau d'une largeur de 44 mm. Sa cartouche d'encre à rouleaux, avec un ruban de 4 mm de large, porte la référence Epson ERC-05.

## Spécifications techniques
- Affichage LCD 24 caractères alphanumériques sans rétroéclairage.
- Son : un bip. Taper la commande beep suivie du nombre de bips souhaités permet de faire sonner l'ordinateur une ou plusieurs fois.
- Clavier QWERTY.
- Connecteur pour imprimante et magnétophone à cassette.
- Programmable en BASIC.
- Utilise 3 piles bouton 1,35 V
- Capacité mémoire : 1 424 pas (steps), 178 mémoires de 8 octets (memories) découpées en 26 variables (A-Z ou A$-Z$). Cette RAM est réinitialisable par bouton stylo au dos de l'appareil en cas de bug, chose rare en Basic.
- Processeur SC43177/SC43178 4 bits cadencé à 256 kHz.